# Vila Glasberg
Pour les articles homonymes, voir Glasberg.
Vila Glasberg (dit Victor Vermont), né le 29 novembre 1907 à Jytomyr en Ukraine et mort en 1944 à Auschwitz, est un plus jeune frère de l'abbé Alexandre Glasberg. Les deux frères, d'origine juive mais convertis au catholicisme sauvent des Juifs durant la Seconde Guerre mondiale en France. Vila Glasberg, dénoncé, est arrêté et déporté par le Convoi nº 69, en date du 7 mars 1944 de Drancy vers Auschwitz. Les deux frères sont reconnus comme Justes parmi les nations.

## Biographie
Vila Glasberg, est né le 29 novembre 1907 à Jytomyr en Ukraine. Son frère Alexandre Glasberg est né le 17 mars 1902 à Jytomyr en Ukraine.
Les parents font baptiser leurs fils, encore enfants, pour probablement les protéger contre les persécutions antisémites. Après des études à Vienne où ils logent chez un oncle, les deux frères s'installent en France.

### Cazaubon
Vila Glasberg, sous le nom de Victor Vermont, devient le directeur du centre de refuge au Château de Bégué à Cazaubon dans le Gers. Il reçoit l'appui de Pierre-Marie Théas, l'évêque de Montauban, qui fait appel à ses anciens compagnons de combat de la Première Guerre mondiale : Fernand Sentou, le maire de Cazaubon et Laurent Talès, le prêtre de la paroisse de Panjas (Gers).
Plus de 100 Juifs et non-juifs extirpés des camps en France et recherchés trouvent refuge à Cazaubon. Fernand Sentou fournit des faux-papiers. Ils travaillent au château et dans les fermes de la région. Vila Glasberg est aidé par des assistantes sociales: Nina Gourfinkel, Ninon Haït-Weyl (alias d’Harcourt), Mlle Schram et Henri d'André et Simone d'André, les propriétaires du château.
Le centre d'accueil de Bégué, actif d'octobre 1942 à fin 1945, est mis à disposition des Amitiés chrétiennes par les époux d'André, après concertation entre Mgr Théas et Fernand Sentou. Les d'André seront nommés Justes parmi les nations,.
Le 26 août 1942, l'abbé Alexandre Glasberg organise le sauvetage de 100 enfants juifs du Camp de Vénissieux à Lyon. Il doit entrer dans la clandestinité et devient Elie Corvin, prêtre de paroisse à L'Honor-de-Cos dans le Tarn-et-Garonne, d'où il continue ses efforts de sauvetage. Le 19 août 1943, à la suite d'une dénonciation, la police vient arrêter Vila Glasberg, pensant qu'il s'agit d'Alexandre Glasberg, ou selon une autre version, pour ses activités de résistance.

Le 7 mars 1944, il est déporté depuis le camp de Drancy vers Auschwitz par le convoi n°69.

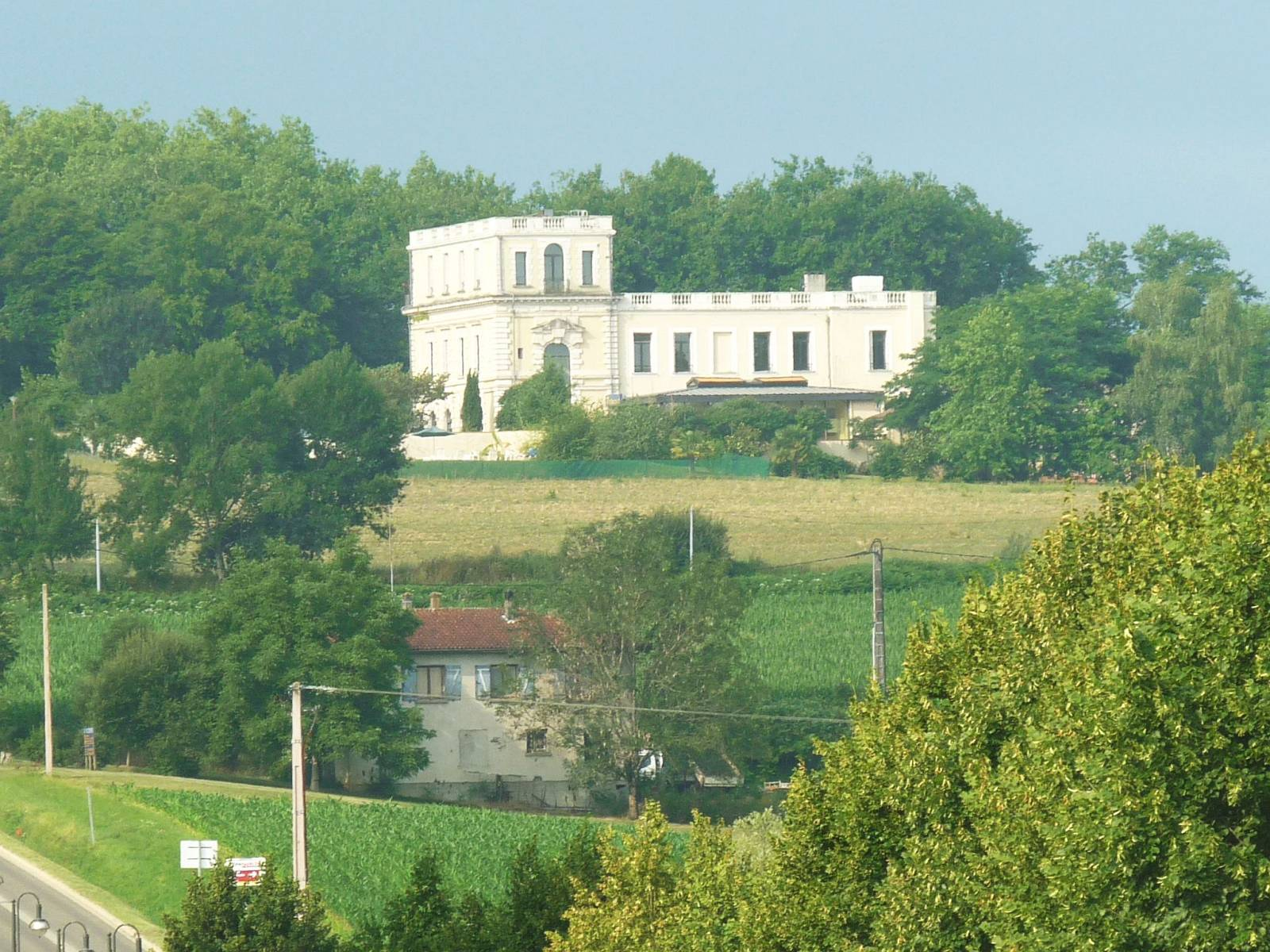
Le château du Bégué vu de Barbotan.

## Honneurs
- Reconnu comme Juste parmi les nations, en même temps que son frère, Alexandre Glasberg, le 17 juin 2003[8],[12],[13],[14]
- Plaque commémorative pour Vila Glasberg au Château de Bégué à Cazaubon dans le Gers, dévoilée en octobre 2014[8].